# Formació de Scollard
La Formació de Scollard és una unitat estratigràfica de la conca sedimentària del Canadà occidental que es troba a Alberta, Canadà. La seva edat de deposició és del Cretaci superior al Paleocè inferior. És significativa pel seu registre fòssil i inclou dipòsits de carbó econòmicament en l'Ardley coal zone.

## Litologia
La Formació Scollard consta principalment de pedres sorrenques i pedres llimoses, intercalades amb pedres fangoses en la part superios, capes de carbó, com també quantitats menors de bentonita. Els sefdiments van ser erosionats per la Canadian Cordillera, i transportats cap a l'est pels sistemes fluvials u dipositats en canals fluvials i ambients de plana d'inundació.

## Estratigrafia
La formació Scollard normalment es classifica com la part superior del Grup Edmonton però alguns treballs primerenc la classifiquen en la formació del Paskapoo.

### Edat
El límit K-Pg ocorre a la base de la part més baixa de l'Ardley coal zone, basada en evidències de dinosaures i de microfloral, com també la prespencia de l'anomalia d'iridi del Cretaci terminal. El membre superior és per tant d'edat del Paleocè, mentre que el membre inferior és del final del Cretaci.

### Distribució
La Formació Scollard és present en la subsuperfície a través de gran part del sud-oest d'Alberta, i aflora extensament al llarg d eles ribes del Riu Red Deer a la zona de Trochu, Alberta. El gruix de cada membre oscil·la des de més de 300 m als peus de les Canadian Rockies a menys de 100 m a Alberta central.

## Jaciments de carbó

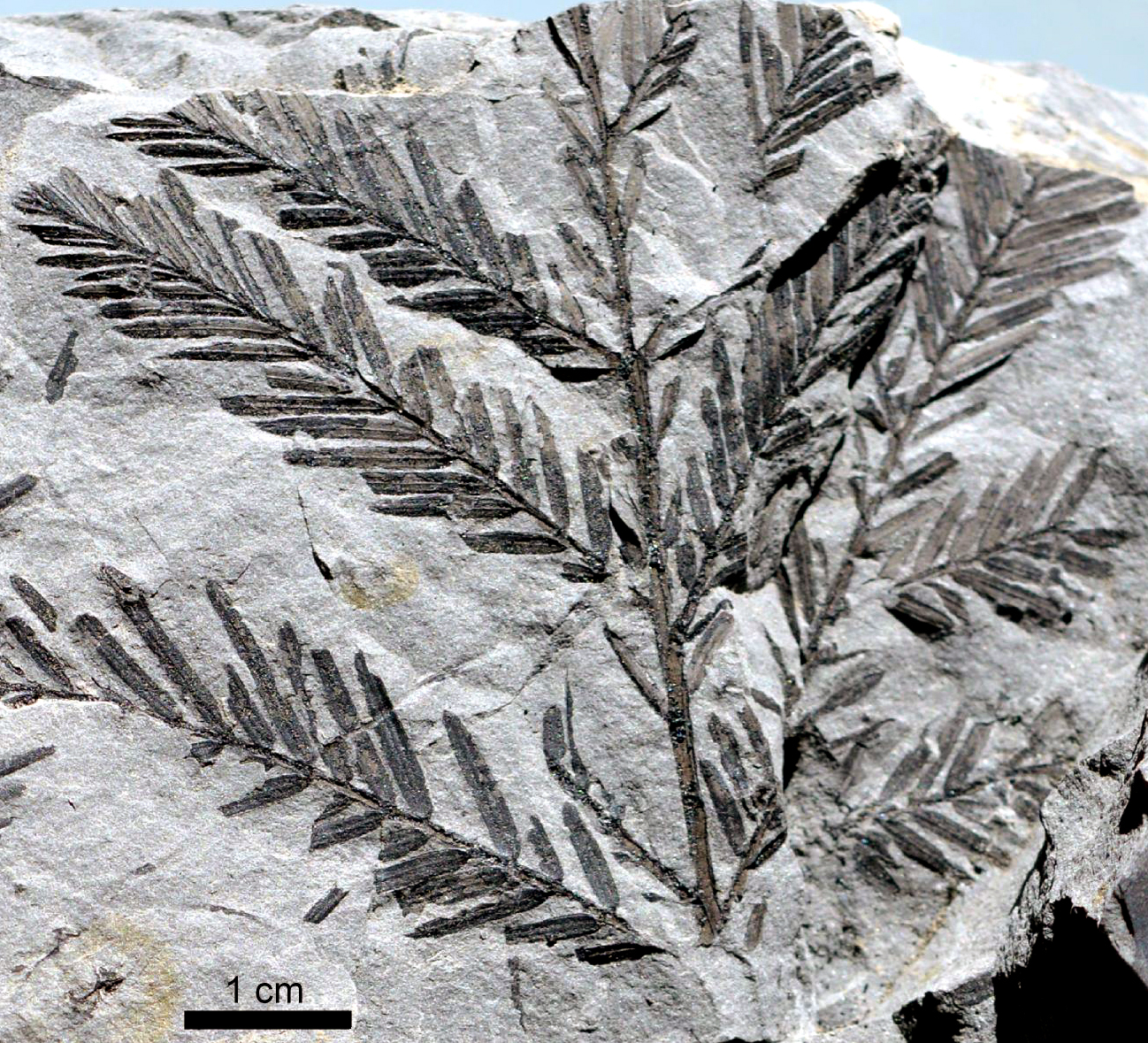
Metasequoia occidentalis, Scollard Formation, Alberta central

La capa de carbó de la zona d'Ardley arriba a fer gruixos de 7m en alguns llocs. Aquesta zona està entre Red Deer i Edmonton. El carbó és típicament sub-bituminós de nivell B a C, malgrat que a més fondària i a l'oest arriba a ser carbó bituminós. Amb aquest carbó funcionen centrals.

## Paleontologia
La formació Scollard conserva restes de vertebrats, especialment dinosaures i, rarament de mamífers, a més d'un ampli rang de vegetals fossilitzats. El membre inferior de la formació Scollard proporfione un registre dels darrers dinosaures, mentre que el membre superior presente l'albada de l'Edat dels Mamífers després de l'esdeveniment d'extinció K-Pg .

### Plantes fòssils
Les plantes fòssils del principi del Paleocè en aquesta formació inclou espècies de falgueres Botrychium, Woodwardia i Azolla; les coníferes Metasequoia i Glyptostrobus; la monocotiledònia Limnobiophyllum (un parent de les Lemnoideae); i la dicotiledònies Cercidiphyllum i Platanus.

### Teròpodes
| Teròpodes trobats a la Formació Scollard | Teròpodes trobats a la Formació Scollard | Teròpodes trobats a la Formació Scollard | Teròpodes trobats a la Formació Scollard | Teròpodes trobats a la Formació Scollard | Teròpodes trobats a la Formació Scollard | Teròpodes trobats a la Formació Scollard |
| Gènere                                   | Espècies                                 | Localització                             | Posició estratigràfica                   | Material                                 | Descripció                               | Imatges                                  |
| ---------------------------------------- | ---------------------------------------- | ---------------------------------------- | ---------------------------------------- | ---------------------------------------- | ---------------------------------------- | ---------------------------------------- |
| cf. Dromaeosaurus                        | Indeterminat                             |                                          |                                          | Dents                                    | Un dromaeosàurid                         |                                          |
| cf. Paronychodon                         | Indeterminat                             |                                          |                                          |                                          |                                          |                                          |
| cf. Richardoestesia                      | cf. R. gilmorei                          |                                          |                                          |                                          |                                          |                                          |
| cf. Richardoestesia                      | cf. R. isosceles                         |                                          |                                          |                                          |                                          |                                          |
| cf. Saurornitholestes                    | cf. S. langstoni                         |                                          |                                          |                                          |                                          |                                          |
| Troodon                                  | Indeterminat                             |                                          |                                          |                                          |                                          |                                          |
| Tyrannosaurus                            | T. rex                                   |                                          |                                          |                                          |                                          |                                          |

### Ornitisquians
| Ornithischians reported from the Scollard Formation | Ornithischians reported from the Scollard Formation | Ornithischians reported from the Scollard Formation | Ornithischians reported from the Scollard Formation | Ornithischians reported from the Scollard Formation | Ornithischians reported from the Scollard Formation | Ornithischians reported from the Scollard Formation |
| Gènere                                              | Espècies                                            | Localització                                        | Posició estatigràfica                               | Material                                            | Descripció                                          | Imatges                                             |
| --------------------------------------------------- | --------------------------------------------------- | --------------------------------------------------- | --------------------------------------------------- | --------------------------------------------------- | --------------------------------------------------- | --------------------------------------------------- |
| Ankylosaurus                                        | A magniventris                                      |                                                     |                                                     |                                                     |                                                     |                                                     |
| Edmontosaurus                                       | E. annectens                                        |                                                     |                                                     |                                                     |                                                     |                                                     |
| Leptoceratops                                       | L. gracilis                                         |                                                     |                                                     |                                                     |                                                     |                                                     |
| Pachycephalosaurus                                  | "Indeterminat                                       |                                                     |                                                     |                                                     |                                                     |                                                     |
| Thescelosaurus                                      | T. edmontonensis                                    |                                                     |                                                     |                                                     | Citat com Thescelosaurus sp.                        |                                                     |
| Triceratops                                         | T. horridus                                         |                                                     |                                                     |                                                     |                                                     |                                                     |